# Helga Krause

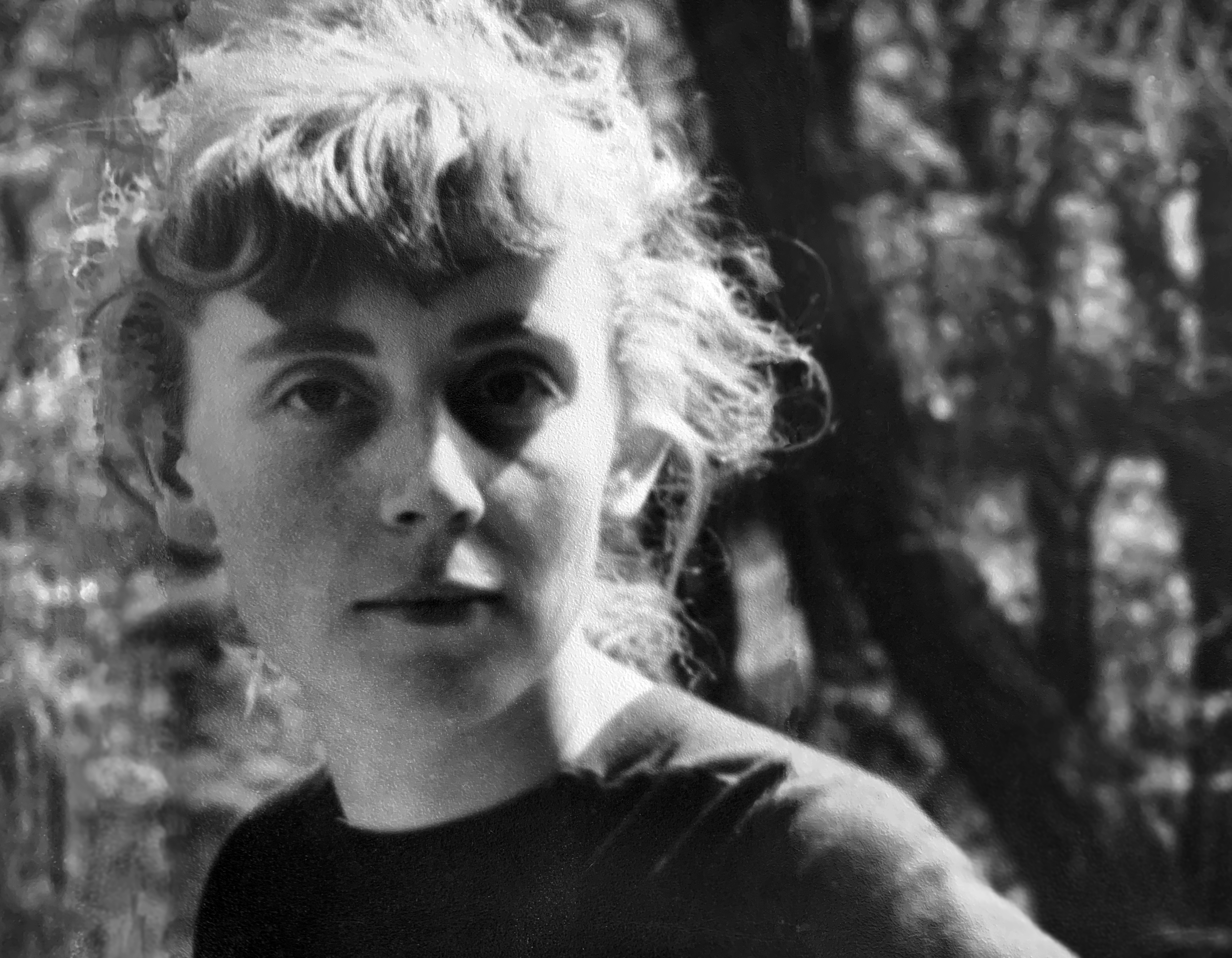
Helga Krause in den 1960er Jahren

Helga Krause (* 1. September 1935 in Dresden; † 17. Januar 1989 in Teltow) war eine deutsche Filmeditorin.

## Leben und Werk
Helga Krause war von 1953 bis 1987 als Schnittmeisterin beim DDR-Filmunternehmen DEFA tätig. Zunächst arbeitete sie zwischen 1953 und 1956 an zahlreichen Pioniermonatsschauen, die ähnlich der Wochenschauen als Vorfilm in den Kinos liefen. 1962 montierte sie ihren ersten DEFA-Spielfilm, Freispruch mangels Beweises. Insgesamt war sie in ihrer Karriere bei fast 40 Langfilmen für den Filmschnitt verantwortlich, darunter auch bei einigen Fernsehfilmen des Deutschen Fernsehfunks (DFF).
Zu den bedeutendsten Werken, an denen Krause beteiligt war, gehören die Literaturverfilmung Der geteilte Himmel (1964, Regie: Konrad Wolf), sowie die Verbotsfilme Das Kaninchen bin ich (1965, Regie: Kurt Maetzig) und Denk bloß nicht, ich heule (1965, Regie: Frank Vogel). Neben Vogel, mit dem sie vier Langfilme realisierte, arbeitete Helga Krause außerdem mehrfach mit Siegfried Kühn (fünf Filme), Richard Groschopp (drei Filme) und Iris Gusner (drei Filme) zusammen. Auch Gusners Debütfilm, Die Taube auf dem Dach, wurde verboten und bis auf eine Arbeitskopie vernichtet. Erst 1990 erlebte der rekonstruierte Film seine Uraufführung, ein Jahr nachdem Helga Krause gestorben war.

## Filmografie

### Kino
- 1962: Freispruch mangels Beweises – Regie: Richard Groschopp
- 1963: Die Glatzkopfbande – Regie: Richard Groschopp
- 1963: Julia lebt – Regie: Frank Vogel
- 1964: Der geteilte Himmel – Regie: Konrad Wolf
- 1965 / 1990: Das Kaninchen bin ich – Regie: Kurt Maetzig
- 1965 / 1990: Denk bloß nicht, ich heule – Regie: Frank Vogel
- 1967: DEFA 70 (30-min. Experimentalfilm)  – Regie: Werner Bergmann
- 1967: Chingachgook, die große Schlange – Regie: Richard Groschopp
- 1968: Spur des Falken – Regie: Gottfried Kolditz
- 1969: Das siebente Jahr – Regie: Frank Vogel
- 1970: Im Spannungsfeld – Regie: Siegfried Kühn
- 1971: Zeit der Störche – Regie: Siegfried Kühn
- 1972: Sechse kommen durch die Welt – Regie: Rainer Simon
- 1973 / 1990: Die Taube auf dem Dach – Regie: Iris Gusner
- 1974: Wahlverwandtschaften – Regie: Siegfried Kühn
- 1976: Das blaue Licht – Regie: Iris Gusner
- 1977: Unterwegs nach Atlantis – Regie: Siegfried Kühn
- 1978: Einer muß die Leiche sein – Regie: Iris Gusner
- 1979: Zünd an, es kommt die Feuerwehr – Regie: Rainer Simon
- 1979: Blauvogel – Regie: Ulrich Weiß
- 1980: Don Juan – Karl-Liebknecht-Str. 78 – Regie: Siegfried Kühn
- 1983: Schwierig sich zu verloben – Regie: Karl-Heinz Heymann
- 1984: Isabel auf der Treppe – Regie: Hannelore Unterberg
- 1985: Ab heute erwachsen – Regie: Gunther Scholz
- 1986: Der Junge mit dem großen schwarzen Hund – Regie: Hannelore Unterberg
- 1987: Liane – Regie: Erwin Stranka
- 1987: Der Schwur von Rabenhorst – Regie: Hans Kratzert

### Fernsehen
- 1962: Die letzte Chance (Spielfilm) – Regie: Hans-Joachim Kasprzik
- 1966: Hilmar Thate singt Dessau, Eisler, Hosalla (Dokumentarfilm) – Regie: Ingrid Sander
- 1969: Krause und Krupp (fünfteiliger Spielfilm, Teil 5: »Die Zeit der Fundamente«) – zusammen mit Renate Müller / Regie: Horst E. Brandt
- 1970: Der Mörder sitzt im Wembley-Stadion (zweiteiliger Spielfilm) – Regie: Gerhard Respondek
- 1972: Ein Mann, der sterben muß (Spielfilm) – Regie: Peter Hagen
- 1972: Der Mann und das Mädchen (Spielfilm) – Regie: Frank Vogel
- 1977: Auftrag für M & S (Spielfilm) – Regie: Peter Deutsch
- 1978: Amor holt sich nasse Füße (Fernsehfilm) – Regie: Hans Knötzsch
- 1981: Polizeiruf 110: Alptraum (Fernsehreihe) – Regie: Peter Vogel
- 1981: Schuleule Paula (mittellanger Kinderfilm) – Regie: Brigitte Natusch
- 1983: Alfons Köhler (Spielfilm) – Regie: Peter Vogel